# Nazionale maschile under 17 di calcio della Nigeria
La nazionale Under-17 di calcio della Nigeria è la rappresentativa calcistica Under-17 della Nigeria ed è posta sotto l'egida della Nigeria Football Association
Nella sua storia ha conquistato 5 Mondiali Under-17 (1985, 2003, 2007, 2013, 2015) e tre secondi posti alla manifestazione (1987, 2001, 2009), dei quali due da campione in carica.

## Partecipazioni a competizioni internazionali

### Mondiali Under-17
| Anno   | Piazzamento      | G               | V               | N               | P               | GF              | GS              |                 |
| ------ | ---------------- | --------------- | --------------- | --------------- | --------------- | --------------- | --------------- | --------------- |
| 1985   | Campione         | 6               | 5               | 1               | 0               | 10              | 2               |                 |
| 1987   | Secondo posto    | 6               | 3               | 2               | 1               | 7               | 5               |                 |
| 1989   | Quarti di finale | 4               | 2               | 2               | 0               | 7               | 0               |                 |
| 1991   | Non qualificata  | Non qualificata | Non qualificata | Non qualificata | Non qualificata | Non qualificata | Non qualificata | Non qualificata |
| 1993   | Campione         | 6               | 6               | 0               | 0               | 20              | 3               |                 |
| 1995   | Quarti di finale | 4               | 2               | 1               | 1               | 6               | 4               |                 |
| 1997   | Non qualificata  | Non qualificata | Non qualificata | Non qualificata | Non qualificata | Non qualificata | Non qualificata | Non qualificata |
| 1999   | Non qualificata  | Non qualificata | Non qualificata | Non qualificata | Non qualificata | Non qualificata | Non qualificata | Non qualificata |
| 2001   | Secondo posto    | 6               | 5               | 0               | 1               | 14              | 5               |                 |
| 2003   | Primo turno      | 3               | 1               | 1               | 1               | 3               | 3               |                 |
| 2005   | Non qualificata  | Non qualificata | Non qualificata | Non qualificata | Non qualificata | Non qualificata | Non qualificata | Non qualificata |
| 2007   | Campione         | 7               | 6               | 1               | 0               | 16              | 4               |                 |
| 2009   | Secondo posto    | 7               | 5               | 1               | 1               | 17              | 7               |                 |
| 2011   | Non qualificata  | Non qualificata | Non qualificata | Non qualificata | Non qualificata | Non qualificata | Non qualificata | Non qualificata |
| 2013   | Campione         | 7               | 6               | 1               | 0               | 26              | 5               |                 |
| 2015   | Campione         | 7               | 6               | 0               | 1               | 23              | 5               |                 |
| 2017   | Non qualificata  | Non qualificata | Non qualificata | Non qualificata | Non qualificata | Non qualificata | Non qualificata | Non qualificata |
| 2019   | Ottavi di finale | 4               | 2               | 0               | 2               | 9               | 9               |                 |
| 2023   | Da definire      | Da definire     | Da definire     | Da definire     | Da definire     | Da definire     | Da definire     | Da definire     |
| Totale | 12/19            | 63              | 47              | 10              | 6               | 149             | 43              |                 |